# Concha Espina
Concepción Rodríguez-Espina y García-Tagle (Santander, 15 de abril de 1869-Madrid, 19 de mayo de 1955), más conocida como Concha Espina, fue una escritora española, autora de novelas —varias de ellas adaptadas al cine— como La niña de Luzmela, La esfinge maragata y Altar mayor. También cultivó la poesía, el teatro y el cuento.

## Biografía
María de la Concepción Jesusa Basilisa Rodríguez-Espina y García-Tagle nació el 15 de abril de 1869 en Santander, hija de Víctor Rodríguez-Espina y Olivares y de Ascensión García-Tagle y de la Vega, la séptima de diez hermanos. Tenían la casa familiar en la calle de Méndez Núñez de Santander, en el barrio de Sotileza. A los trece años de edad su familia se trasladó a Mazcuerras, al domicilio de la abuela paterna, donde comenzó a escribir.

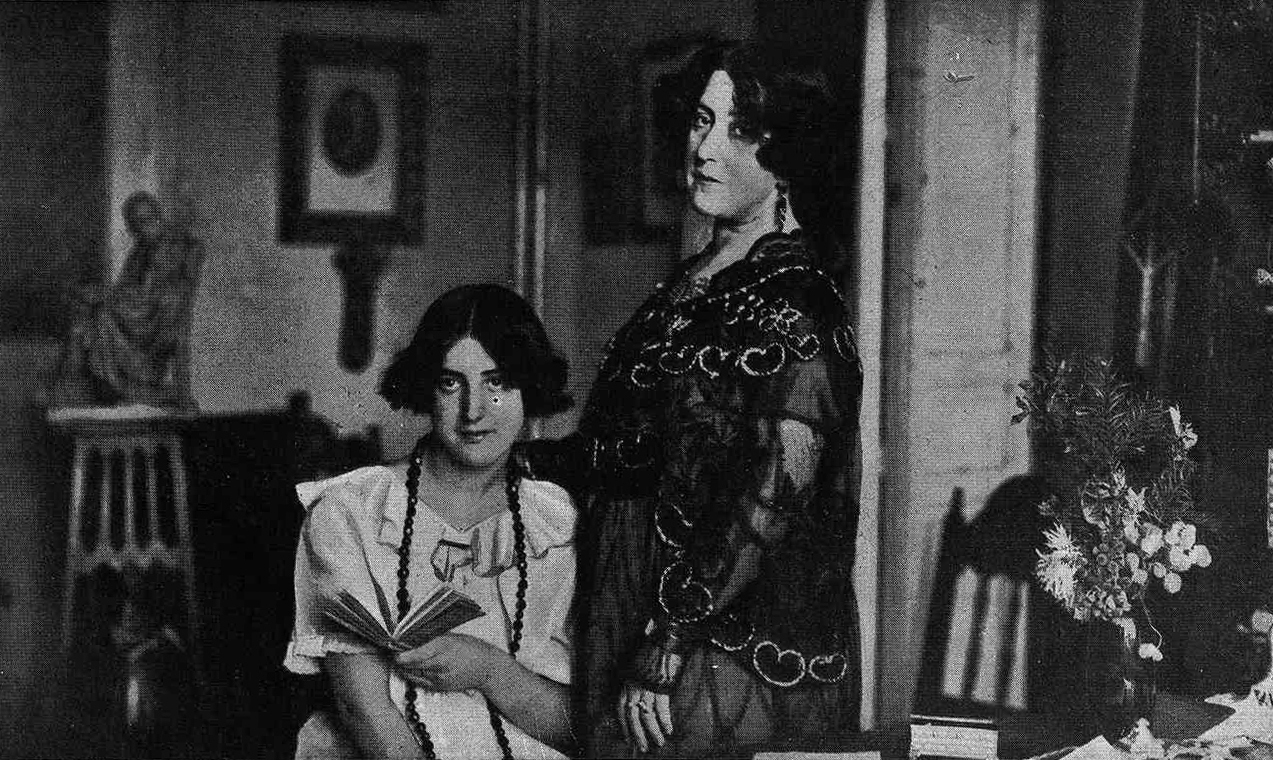
Concha Espina en 1920 con su hija Josefina de la Serna y Espina

El 14 de mayo de 1888 publicó por primera vez en El Atlántico de Santander unos versos usando el anagrama Ana Coe Snichp. En 1891 falleció su madre. El 12 de enero de 1893, contrajo matrimonio en su localidad natal con Ramón de la Serna y Cueto. Cabe destacar el parentesco político que la une a la famosa pintora cántabra María Gutiérrez Cueto, más conocida como María Blanchard, prima de su marido y con quien compartió una gran amistad. El matrimonio se trasladó a Valparaíso (Chile). En 1894 nació su primer hijo, Ramón, y en 1896 Víctor de la Serna, futuro periodista. En Chile, comenzó a colaborar con periódicos chilenos y argentinos. En 1898, la familia  regresó a España y en 1900, en Mazcuerras, nació su hijo José, fallecido a los cinco años de edad; en 1903, su única hija, Josefina (esposa del músico Regino Sainz de la Maza y madre de la actriz Carmen de la Maza) y en 1907, su último hijo, Luis. Su incipiente éxito como escritora incidió en su matrimonio, debido a los celos profesionales de su marido.
En 1909 logró un puesto de trabajo para su marido en México y ella se instaló en Madrid con sus cuatro hijos, por lo que el matrimonio quedó separado. Aunque escribió estudios, poesía y otros muchos géneros, alcanzó la notoriedad y el reconocimiento con su narrativa en cuentos y novelas.
Fue una escritora ilustrada y una figura destacada de los círculos literarios madrileños de la época. Los miércoles celebraba un salón literario en la calle Goya al que asistían personajes de la alta burguesía e intelectuales como la esposa de Antonio Alcalá Galiano, el crítico Luis Araujo-Costa, el doctor Carracido, los dibujantes Bujados y Fresno y escritores hispanoamericanos como el venezolano Andrés Eloy Blanco, el costarricense Max Jiménez y diferentes poetisas noveles. También era asiduo Rafael Cansinos Asséns, que en 1924 publicó una amplia obra crítica, Literaturas del Norte, dedicada a la producción literaria de la escritora. Espina también fue colaboradora de diversos periódicos, como El Correo Español de Buenos Aires y los españoles La Libertad, La Nación y El Diario Montañés. Coetánea de la generación del 98, por edad no perteneció a la generación del 27.
También fue miembro del Lyceum Club Femenino, una de las asociaciones femeninas más conocidas de esa época. En 1920 viajó a las minas de Riotinto para documentar la realidad de los trabajadores de las mismas, que plasmó en El metal de los muertos. Políticamente, apoyó la llegada de la Segunda República, hizo uso del derecho al divorcio en 1934 y, desde un fuerte catolicismo, defendió la separación de Iglesia y Estado. No obstante, en 1936 se afilió a la Sección Femenina de la Falange.
Pasó el inicio de la Guerra Civil en su casa de Mazcuerras, donde esperó hasta la ocupación de Santander por las tropas del bando sublevado en 1937. A partir de entonces promovió causas afines a la Sección Femenina y el régimen, siendo su hijo Víctor una figura destacada del primer falangismo. En esta etapa colaboró habitualmente en el diario ABC de Sevilla y escribió novelas románticas y propagandísticas como Retaguardia, Diario de una prisionera y Luna roja. En 1938 empezó a perder la vista y, aunque fue operada, en 1940 quedó completamente ciega. No obstante, no dejó de escribir. Varias de sus obras fueron adaptadas al teatro y al cine. Murió a los ochenta y seis años de edad, el 19 de mayo de 1955 en Madrid. Sus restos reposan en el cementerio de la Almudena.

## Galardones y homenajes

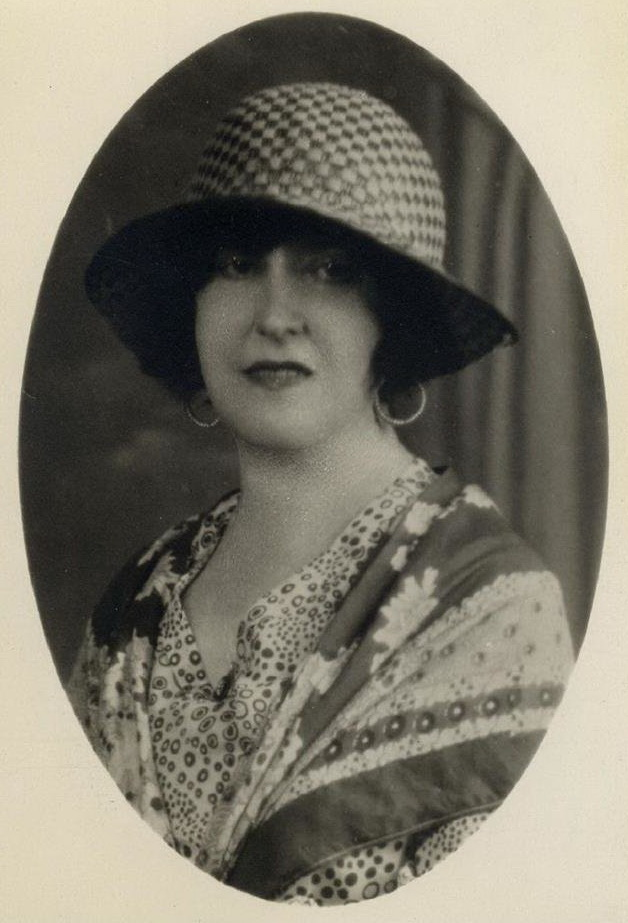
Concha Espina en 1929.

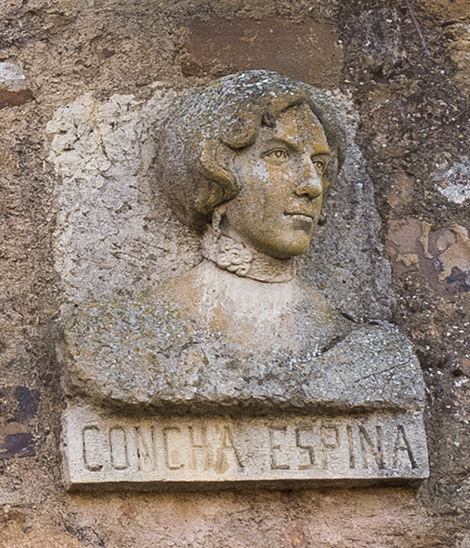
Placa en su honor en Castrillo de los Polvazares (provincia de León).

Entre muchos otros premios y honores, en 1914 y en 1924 recibió premios de la Real Academia Española por La esfinge maragata y Tierras del Aquilón respectivamente. Además, en este último año, fue nombrada hija predilecta de Santander, erigiéndose a tal efecto en 1927 un monumento diseñado por Victorio Macho e inaugurado por Alfonso XIII, que también la nombró dama de la Orden de las Damas Nobles de la Reina María Luisa. Ese mismo año le fue concedido el Premio Nacional de Literatura por su obra Altar mayor. Asimismo, llegó a ser candidata en tres ocasiones consecutivas al Premio Nobel de Literatura (1926, 1927 y 1928). El primer año perdió por un solo voto y el galardón lo recibió la italiana Grazia Deledda.

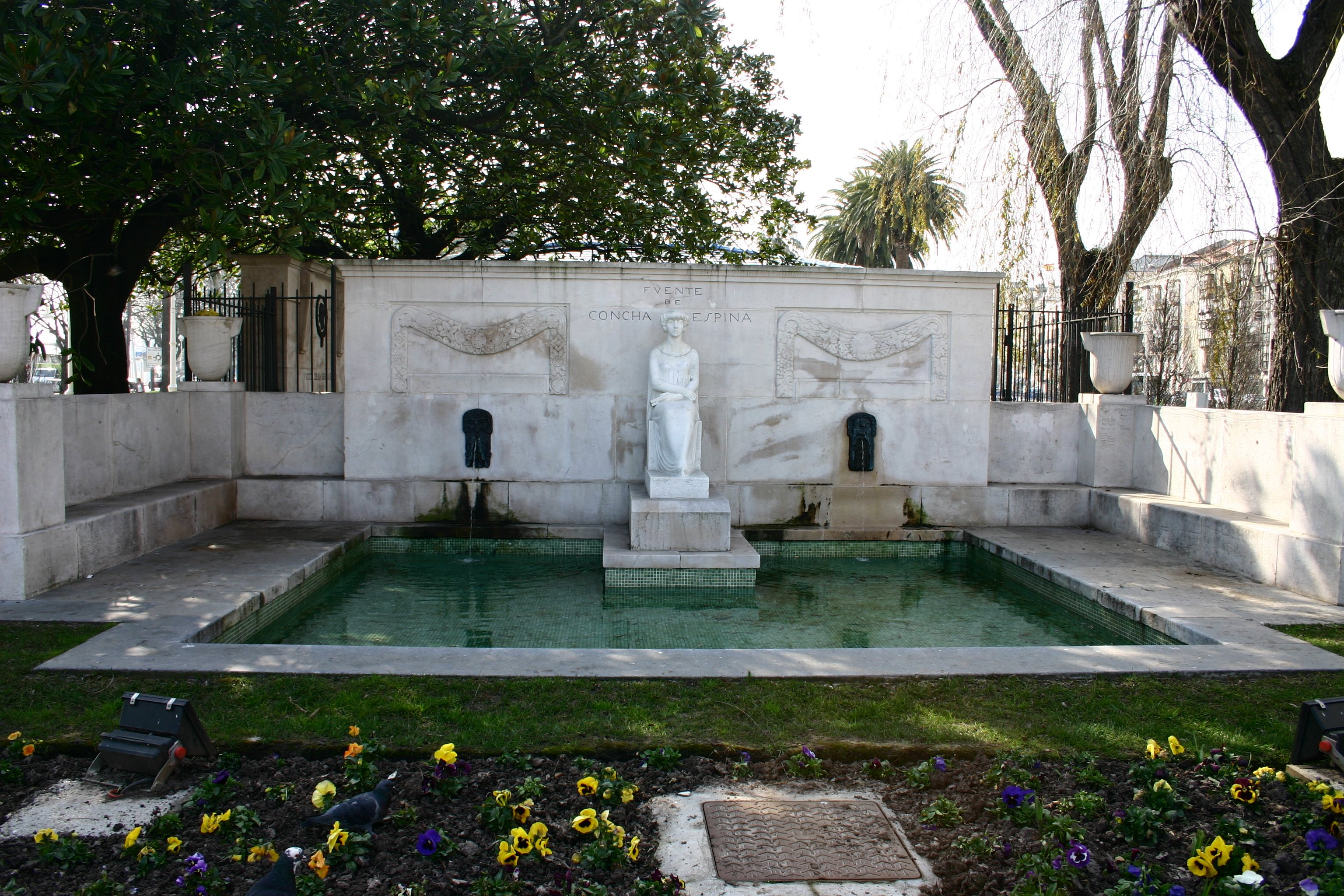
Fuente en honor a Concha Espina situada en los jardines de Pereda de Santander (Cantabria)

En 1948 el pueblo de Mazcuerras adoptó oficialmente el nombre de Luzmela, cuando se celebró allí en su casa la ceremonia de imposición de la banda y gran cruz de la Orden de Alfonso X el Sabio. El 8 de febrero de 1950 recibió la Medalla al Mérito en el Trabajo.
En la localidad cántabra de Torrelavega se inauguró en enero de 2007 un teatro municipal que lleva su nombre. Anteriormente y en el mismo solar se encontraba el Cine Concha Espina, cerrado a finales de la década de 1980. La ciudad de Madrid la ha homenajeado con una avenida con su nombre, que cuenta con aproximadamente 1,2 km. El Metro de Madrid le ha dedicado una estación en la línea 9. Un avión de Iberia, del modelo A340/300, con matrícula EC-GGS, lleva también el nombre de la escritora cántabra. En Valencia, en el barrio de la Cruz Cubierta, un colegio concertado de educación primaria y secundaria lleva su nombre. En la localidad cántabra de Reinosa, junto al barrio de Las Eras y el parque de Las Fuentes, existe un colegio de EGB (educación primaria) ─ya cerrado─ con el nombre de la escritora, inaugurado en 1931.

## Obras
- La eterna visita, artículos periodísticos.
- Al amor de las estrellas o Mujeres del Quijote, 1903. Novela.[11] 1916 Once láminas con ilustraciones de Albín.
- Mis flores, 1904. Poesía.
- El rabión, 1907. Cuentos.
- Trozos de vida: Colección de cuentos, 1907. Cuentos.
- La niña de Luzmela, 1909. Novela. Llevada al cine.[12]
- La ronda de los galanes, 1910. Cuentos. Ilustraciones de A. Cerezo Vallejo.
- Despertar para morir, 1910. Novela. Cubierta de Máximo Ramos.
- Agua de nieve, 1911. Novela. Cubierta en color de Bujados.
- La esfinge maragata, 1914. Novela. Premio Fastenrath de la Real Academia Española. Llevada al cine.[13]
- La rosa de los vientos, 1915. Novela.
- El jayón, 1916. Novela. Premio Espinosa y Cortina de la Real Academia Española. Luego teatro. Drama en tres actos estrenado en el Teatro Eslava de Madrid el 9 de febrero de 1918. Luego película: Guacho (Argentina, 1954).
- Don Quijote en Barcelona, 1917. Conferencia 19 de diciembre de 1916.
- Ruecas de marfil, 1917. Relatos.
- Simientes. Páginas iniciales, 1918. Cubierta en color de Rivero Gil.
- Naves en el mar, 1918. Novela.
- Talín, 1918. Novela.
- Pastorelas, 1920. 42 Cuentos ilustrados por Varela de Seijas.
- El metal de los muertos, 1920. Novela.
- Dulce nombre, 1921. Novela. Llevada al cine.[14]
- Cuentos, 1922. Cuentos.
- Cumbres al sol, 1922. Novela.
- El cáliz rojo, 1923. Novela. Cubierta de Bujados.
- Tierras del Aquilón (Viajes), 1924. Relatos. Premio Castillo de Chirel de la Real Academia Española.
- Arboladuras, 1925. Novela.
- Cura de amor, 1925. Novela.
- El secreto de un disfraz, 1925. Novela.
- Altar mayor, 1926. Novela. Premio Nacional de Literatura 1927. Llevada al cine.
- Aurora de España, 1927. Novela. Ilustraciones de Baldrich.
- Llama de cera, 1927. Novela.
- Las niñas desaparecidas, 1927. Novela.
- El goce de robar, 1928. Novela. Ilustraciones de Penagos.
- Huerto de Rosas, 1929. Novela. Ilustraciones de Ontañón.
- La virgen prudente, 1929. Novela. Cubierta en color de Augusto.
- Marcha nupcial, 1929. Novela. Ilustraciones de Vázquez Calleja.
- El príncipe del cantar, 1930. Novelas y Cuentos.
- Copa de horizontes, 1930. Novela. Grabados y láminas en color fuera del texto de Ontañón.
- Siete rayos de sol: (cuentos tradicionales), 1930. Cuentos. Cubierta de Puyol.
- El hermano Caín, 1931. Novela. Ilustraciones de Alvear.
- Singladuras. Viaje americano (Cuba, Nueva York, Nueva Inglaterra), 1932. Libro de Viajes. Cubierta de Mauricio Amster.
- Entre la noche y el mar, 1933. Poesía.
- Candelabro, 1933. Novelas.
- La flor de ayer, 1934. Novela.
- The Woman and the Sea, 1934. Novela. Traducción de Terrell L. Tatum. Introducción de Ernest Boyd.
- Vidas rotas, 1935. Novela. Llevada al cine.[15]
- Nadie quiere a nadie, 1936. Novela. Ilustraciones de Bocquet.
- Retaguardia. (Imágenes de vivos y muertos), 1937. Novela.
- Casilda de Toledo. Vida de santa Casilda, 1938. Biografía.
- El desierto rubio, 1938. Novela.
- Esclavitud y libertad, Diario de una prisionera, 1938. Novela.
- La carpeta gris, 1938. Novela.
- Las alas invencibles. Novela de amores, de aviación y de libertad, 1938. Novela.
- Reconquista, 1938. Novela.
- Cazadoras de sueños, 1939. Novelas.
- Luna roja: Novelas de la revolución, 1939. Novela.
- El hombre y el mastín, 1940. Novela.
- Princesas del martirio, 1940. Novela. Ilustraciones de Rosario Velasco.
- La tiniebla encendida, 1940. Teatro.
- El fraile menor: (cuentos). , 1942. Cuentos.
- Moneda blanca. La otra, 1942. Teatro.
- La segunda mies: versos, 1943. Poesía.
- Obras completas de Concha Espina, 1944. Prólogo de Víctor de la Serna.
- Victoria en América, 1944. Novela.
- El más fuerte, 1945. Novela.
- Alma silvestre, 1946. Novela.
- Un valle en el mar, 1949. II Premio Miguel de Cervantes Saavedra de Periodismo concedido por el extinto Ministerio de Información y Turismo.
- De Antonio Machado a su grande y secreto amor, 1950. Cartas. Ilustraciones y Facsímiles. Descubre a Guiomar sin desvelar su identidad.
- Una novela de amor, 1953. Novela.
- Aurora de España, 1955. Novela. Reedición ampliada.

### Artículos en periódicos y revistas
- «Homenaje a Max Nordau» (prólogo a la edición póstuma de La Ondina). Madrid. 1923, Raíces N° 16, pág. 36.